# Diretmus argenteus
Diretmus argenteus é uma espécie de peixe pertencente à família Diretmidae.
A autoridade científica da espécie é Johnson, tendo sido descrita no ano de 1864.

## Portugal
Encontra-se presente em Portugal, onde é uma espécie nativa.

## Descrição
Trata-se de uma espécie marinha. Atinge os 27,6 cm  de comprimento total, com base de indivíduos de sexo indeterminado.